# Simone Liberati
Simone Liberati (Roma, 27 aprile 1988) è un attore italiano.

## Biografia
Nato a Roma, dopo aver terminato gli studi inizia a partecipare a cortometraggi, spettacoli teatrali e produzioni televisive. 
Nel 2014 interpreta il ruolo di Mirko, braccio destro di Numero 8, in Suburra di Stefano Sollima. Nel 2017 ottiene una parte ne Il permesso - 48 ore fuori di Claudio Amendola. Nello stesso anno ottiene il suo primo ruolo da protagonista nel film Cuori puri, presentato nella sezione Quinzaine des Réalisateurs del Festival di Cannes 2017. Grazie a questo ruolo vince il premio come miglior attore rivelazione dell'anno sia ai Nastri d'argento 2017 che al Bif&st 2018. Nel 2018 è protagonista dell'adattamento cinematografico de La profezia dell'armadillo, romanzo grafico di Zerocalcare. Nel 2019 affianca Miriam Leone nel film L'amore a domicilio.

## Filmografia

### Cinema
- Arance & martello, regia di Diego Bianchi (2013)
- Suburra, regia di Stefano Sollima (2015)
- La prima volta (di mia figlia), regia di Riccardo Rossi (2015)
- Viva la sposa, regia di Ascanio Celestini (2015)
- Sole cuore amore, regia di Daniele Vicari (2016)
- Il permesso - 48 ore fuori, regia di Claudio Amendola (2017)
- Cuori puri, regia di Roberto De Paolis (2017)
- La profezia dell'armadillo, regia di Emanuele Scaringi (2018)
- La partita, regia di Francesco Carnesecchi (2018)
- Bangla, regia di Phaim Bhuiyan (2019)
- L'amore a domicilio, regia di Emiliano Corapi (2019)
- L'ultimo piano, registi vari (2019)
- La regola d'oro, regia di Alessandro Lunardelli (2020)
- Libre Garance, regia di Lisa Diaz (2021)
- Quei due, regia di Wilma Labate (2022)
- Holy shoes, regia di Luigi Di Capua (2023)
- Il mio compleanno, regia di Christian Filippi (2024)

### Televisione
- I Cesaroni – serie TV, episodio 3x17 (2009)
- Una mamma imperfetta – serie TV (2013)
- Zio Gianni – serie TV (2016)
- Squadra mobile – serie TV (2017)
- Petra – serie TV 2 stagioni (2020-2022)
- Mental – serie TV (2020)
- Chiamami ancora amore, regia di Gianluca Maria Tavarelli – miniserie TV (2021)
- A casa tutti bene - La serie – serie TV  (2021-2023)
- Bangla - La serie – serie TV (2022)
- Doppio gioco, regia di Andrea Molaioli – miniserie TV (2025)

### Cortometraggi
- Il distacco, regia di Edoardo Maria Ercolessi (2012)
- Lo spazio vuoto, regia di Marco David Calce (2012)
- Fortunate Son, regia di David Ambrosini (2012)
- L'uomo dalla sciarpa bianca, regia di David Ambrosini (2013)
- Fuori, regia di Anna Negri (2015)
- Feliz Navidad, regia di Greta Scarano (2022)

## Teatro
- Parte offesa, regia di Andrea De Magistris (2008)
- Forme d'amore, regia di Francesca Rizzi (2008)
- Un'altra stupida guerra, regia di Isabella Del Bianco (2009)
- Emma e i cattivi compagni, regia di Andrea De Magistris (2009)
- Shakespeare Low, regia di Giancarlo Sepe (2010)
- Amleto, regia di Gabriele Linari (2010)
- La morte della Pizia, regia di Francesca Rizzi (2010)
- La cura della luna, regia di Simone Liberati (2011-2012)

## Riconoscimenti
- 2017 – Nastro d'argento
  - Premio Graziella Bonacchi – Attore rivelazione dell'anno[4]
- 2017 – Bobbio Film Festival
  - Premio come miglior attore per Cuori puri
- 2018 – Bif&st
  - Premio Nuovo Imaie – Miglior attore rivelazione
- Nastri d'argento 2021
  - Candidatura come miglior attore di commedia per il film L'amore a domicilio